# Karst de Leeuw
Karst de Leeuw (Veldhoven, 19 april 2004) is een Nederlands voetballer die als keeper voor Willem II speelt. 